# 艾拜尔格茨
艾拜尔格茨，是匈牙利杰尔-莫雄-肖普朗州所辖的一个村。总面积5.02平方公里，总人口153，人口密度30.5人/平方公里（2011年1月1日）。